# Biegacz gruzełkowaty
Biegacz gruzełkowaty, biegacz urozmaicony (Carabus variolosus) – gatunek chrząszcza z rodziny biegaczowatych występujący w wilgotnych miejscach na terenach górskich i podgórskich. W Polsce jest rzadko spotykany, występuje w południowej części kraju.
Osiąga długość 2,3–3 cm. Jest polifagiem. Poluje na larwy owadów, kijanki, pijawki i skorupiaki. Potrafi pływać i nurkować. 
Na terenie Polski jest objęty ścisłą ochroną gatunkową.